# Ben Cline
Benjamin Lee "Ben" Cline, född 29 februari 1972 i Stillwater i Oklahoma, är en amerikansk politiker (republikan). Han är ledamot av USA:s representanthus sedan 2019.
Cline gick i skola i Lexington High School i Lexington i Virginia. År 1994 avlade han kandidatexamen vid Bates College och 2007 juristexamen vid University of Richmond.